# Rodolphe de Maistre
Pour les articles homonymes, voir Maistre.
 (octobre 2023).
- Si vous ne connaissez pas le sujet, laissez ce bandeau (vous pouvez alors contacter les auteurs).
- Si vous supprimez le contenu mis en cause (vous pouvez préalablement contacter les auteurs),

argumentez précisément cette suppression dans la page de discussion
(un manque de référence n'est pas un argument ; une recherche réelle de référence doit avoir été effectuée, être formellement documentée).
Rodolphe de Maistre (Rodolfo de Maistre) né le 22 septembre 1789 à Chambéry, mort au château de Borgo, près de Turin, le 5 février 1866.
Il commence sa carrière comme secrétaire d'ambassade du royaume de Sardaigne à Saint-Petersbourg, auprès de son père, Joseph de Maistre; puis, il entre au service du tsar Alexandre Ier de Russie, dans les rangs des chevaliers-gardes. Rentré en Pays de Savoie, il est officier dans l'armée du royaume de Sardaigne et il termine sa carrière comme gouverneur du comté de Nice.

## Biographie

### Origines
Anne André Rodolphe de Maistre naît le 22 septembre 1789 à Chambéry. Rodolphe est le fils de Joseph de Maistre (1753–1821) et de Françoise de Morand de Saint-Sulpice (1759–1839). Sa famille est originaire du comté de Nice. Son grand-père paternel, François-Xavier Maistre (1705–1789), s'est fixé définitivement en Savoie comme second président du souverain sénat de Savoie. Son grand-père maternel, Jean-Pierre de Morand (1703–1759) a été colonel du régiment de Chablais.[réf. nécessaire]
Rodolphe a deux sœurs, Adèle, l'aînée, et Constance, la cadette.

### Enfance
Né place Saint-Léger à Chambéry, il est baptisé à Saint-François par son oncle, le chanoine André de Maistre. Unique fils du sénateur Joseph de Maistre, il est destiné à vivre une jeunesse paisible en pays de Savoie, éloigné des orages de la Révolution française qui ne concernait pas le royaume de Sardaigne, gouverné par Victor-Amédée III, auquel appartenaient le Piémont, le duché de Savoie et le comté de Nice. Et pourtant, l'invasion de la Savoie en 1792 par les révolutionnaires français, aux ordres de Montesquiou, va bouleverser sa vie ainsi que celle de toute sa famille.
Dès sa naissance, il est placé en nourrice à Vimines, sous la surveillance de sa tante, Thérèse de Maistre, qui habitait Les Échelles. Le 20 septembre 1792, à l'approche de l'ennemi, la comtesse Joseph de Maistre, emmenant avec elle Adèle et Rodolphe, âgés respectivement de 5 ans et de 3 ans, part pour Moûtiers où elle va rejoindre son beau-frère, le chanoine André de Maistre, en attendant son mari. C'est le début d'un périple qui va durer plus de vingt ans. La famille de Maistre va se réfugier dans la cité d'Aoste, puis revenir à Chambéry en passant en plein hiver, sous la neige, par le col du Grand-Saint-Bernard. Les enfants sont transportés à dos d'homme, enveloppés dans une couverture à l'intérieur d'une hotte de vigneron. Les Maistre vont tenter en vain en 1793, sous le régime de la Terreur imposé aux Savoyards par les révolutionnaires français, de sauver leur patrimoine qui sera vendu comme bien national. Entretemps naîtra à Chambéry un troisième enfant, Constance, qui sera confiée à sa grand-mère maternelle Anne de Morand. Cette dernière subira deux années de prison en tant que mère d'émigré, cependant que le ménage de Maistre reprend son exode avec les deux aînés en direction de Turin, puis de Lausanne.
Joseph est très attentif à l'éducation de son fils et lui prodigue des leçons suivies. Le 1er avril 1797, il note sur son carnet : Aujourd'hui, j'ai 44 ans. J'ai beaucoup respiré mais point du tout vécu ; et pour moi tout est dit en ce monde.- A vous Mr Rodolphe !-. De retour à Turin en 1797, la famille de Maistre doit à nouveau s'exiler devant l'invasion française et se dirige vers Venise en s'embarquant sur un petit bateau pour descendre le Pô. Vers Casal, l'embarcation fut déportée vers un poste militaire français de contrôle : les soldats menaçaient de faire feu sur Rodolphe et sur sa sœur qui jouaient sur le pont. Libérée de cet embarras, la famille de Maistre parvient à Venise où elle passe un an. Puis, Joseph de Maistre rejoint Cagliari en 1798 avec sa femme et ses enfants, pour exercer les fonctions de régent de la chancellerie. Il est envoyé en 1803 à Saint-Pétersbourg comme ministre plénipotentiaire du roi de Sardaigne et doit se séparer, la mort dans l'âme, de sa femme et de ses enfants qui repartent en Savoie.En 1805, Joseph de Maistre obtient de faire nommer son frère, Xavier de Maistre comme directeur du musée de l'Amirauté à Saint-Pétersbourg.

### Officier russe
Au cours de la même année 1805, Joseph de Maistre fait venir, depuis Turin, son fils Rodolphe alors âgé de 16 ans, pour exercer les fonctions de secrétaire de l'ambassade de Sardaigne. En 1807, Rodolphe de Maistre devient officier de l'armée du Tsar Alexandre Ier, dans le régiment des chevaliers-gardes. Il participe à plusieurs grandes batailles: Friedland (1807), Smolensk, La Moskova, La Bérézina (1812), Dresde, Leipzig (1813). Lors de la bataille de la Moskova (bataille de Borodino en Russie) les 5 à 7 septembre 1812 (24 au 26 août du calendrier julien), il était lieutenant de cavalerie dans la 2e armée de l'ouest sous le général prince Galitzine. Après ce début de carrière dans l’armée russe, il revient au Piémont en octobre 1817, au service du roi de Sardaigne, Charles-Félix, puis de son successeur Charles-Albert. Il entre dans l'armée du gouvernement de Novare à son arrivée, et en devient le chef d'état major. Il commande la citadelle d'Alexandrie (Italie) après 1821, puis, il est appelé au secrétariat royal des Affaires Étrangères à Turin dont il sera nommé premier officier le 19 décembre 1825. En 1838 il commande les troupes sardes de la garnison de Gênes. Puis il est nommé gouverneur du comté de Nice, fonction qu’il exerça entre 1838 et 1848.
Au moment des "moti" du Piémont de 1847-48, son intervention dans les polémiques du moment, et en particulier sa lettre au rédacteur du journal l'Écho des Alpes-Maritimes le rendent impopulaire auprès des libéraux. Il est remplacé en février 1848 par le comte Hippolyte Gerbaix de Sonnaz comme gouverneur du comté. En effet, Rodolphe de Maistre avait été prié dès octobre 1847 de donner sa démission, comme la plupart des conservateurs restés fidèles à l'ancien régime royal, opposés à la promulgation d'une nouvelle constitution. On savait très bien dans les ministères turinois dirigés par les libéraux que le comte de Maistre, en tant que gouverneur de Nice, ne se serait jamais prêté à l’expulsion des Jésuites ordonnée par décret, puis objet d'une loi votée le 21 juillet 1848, adoptée par le Sénat en août. C'est donc son successeur qui fut chargé de l'expulsion des religieux et de la réquisition de leurs biens qui tombèrent dans l'escarcelle de l'État. Il est mis en disponibilité et promu général par patentes du 9 février 1848. Une dépêche ministérielle du 26 octobre 1849 le met à la retraite.

### Retraite et décès
Il entreprend des publications de lettres et écrits inédits, de son père, Joseph de Maistre.
Il termine ses jours le 5 février 1866 au château de Borgo (commune de Villastellone, hameau de Borgo-Cornalese, près de Turin), résidence de sa sœur, Constance de Maistre, veuve du duc Eugène-Alexandre de Montmorency-Laval, (1773-1851), dernier duc de Laval[réf. nécessaire].

### Distinctions
- Chevalier de l'ordre suprême de la Très Sainte Annonciade
- Chevalier de l'ordre de Saint-Louis
- Grand-croix de l'ordre des Saints-Maurice-et-Lazare
- Chevalier l'ordre de Saint-Vladimir
- Chevalier de l'ordre de Sainte-Anne de Russie
- Grand-croix de la couronne de Fer d'Autriche
- Épée d'or pour le courage (en)

### Citations
« Le comte Rodolphe de Maistre est  gouverneur militaire du comtat de Nice. Madame de Maistre est la femme forte de l'Écriture, parce que la femme forte est douce et modeste, qu'elle soigne son ménage, élève ses enfants, honore son mari. Et son mari l'aime tendrement et fait son éloge avec quelque peu de faste: tous, ils appartiennent au dévouement des Jésuites pour la gloire de Dieu et du catholicisme. »

- Comtesse Praskovia Nikolaïevna Fredro, née Golonia. Minutes Pétersbourgeoises. Citée par Philippe Barthelet dans Joseph de Maistre.

### Mariage et descendance
Rodolphe de Maistre épouse à Valence le 5 juin 1820 Charlotte Espérance Azélie de Plan de Sieyes (Lyon, 5 mars 1799 – Bernay, 3 mars 1881), fille de François Frédéric de Plan, marquis de Sieyes de Veynes, contre-amiral, maire de Valence, président du conseil-général de la Drôme, chevalier de Saint-Louis et de la Légion d'honneur (1762–1836) et d'Azélie de Laurencin (1775–1805). Elle est la sœur d'Eléonor, dit Léo de Plan de Sieyès, aussi député de la Drôme.
Rodolphe de Maistre et Charlotte Espérance Azélie de Siéyes eurent onze enfants :
- Emmanuel de Maistre (1822–1823) ;
- Céline-Françoise de Maistre (1821–1861). Sans alliance ;
- Marie de Maistre (1823–1905), mariée en 1845 avec le comte Dominique Fassati Roero di San Severino (1816-1878) ;
- Bénédicte de Maistre (1824–1851), mariée en 1848 avec le comte Jérôme Medolago Albani (1816-1855) ;
- Joseph de Maistre (1825–1861), épouse en 1860 Marguerite-Christine Mary O'Byrne, dont il a un fils, dont postérité. (Branche Maistre de Savoie).
- Élisabeth de Maistre (1828–1829) ;
- Charles de Maistre (1832–1897), hérite le château de Beaumesnil  (Eure). Il épouse en 1855 Marie-Françoise Asselin de Villequier (1832-1912), dont postérité (Branche Maistre de Normandie) ;
- Eugène de Maistre (1834–1908), capitaine des zouaves pontificaux au service du Saint-Siège, hérite du château de Borgo près de Turin (Héritage d'Eugène de Montmorency, son oncle, dont il fut fils adoptif). Il épouse en 1861 Bernardine Marie Valérie de Menthon (1839-1879), château d'Allerey en Bourgogne, dont postérité (Branche Maistre de Borgo).
- Philomène de Maistre (1836–1924), épouse en 1855 le comte Jérôme Medolago Albani, veuf de sa sœur Bénédicte. Veuve, elle se retire au couvent.
- Xavérine de Maistre (1838–1871), religieuse carmélite ;
- François de Maistre (1840–1926), capitaine des zouaves pontificaux au service du Saint-Siège, il épouse en premières noces en 1869, Henriette Juchault de Lamoricière (1850-1869), fille aînée du général de Lamoricière, sans postérité. Il épouse en secondes noces en 1874, Roselyne de Villeneuve-Bargemon (1854-1942), dont postérité (Branche Maistre de Vendeuil)[11].

## Œuvres
- Maistre, Rodolphe de : Simple Récit des événements arrivés en Piémont dans les mois de mars et d'avril 1821, par un officier piémontais éditeur-date Paris : Méquignon, 1822, In-8°, 206 p.

- Charles-Albert, roi de Sardaigne et Rodolphe, comte de Maistre, Gli scritti di Carlo Alberto sul moto piemontese del 1821, pubblicata da T. Casini e V. Fiorini, BIBLIOTECA STORICA DEL RISORGIMENTO ITALIANO

- Maistre, Rodolphe de : derniers jours de Joseph de Maistre (Les). Revue universelle, 1921

- Maistre, Rodolphe de: Les Trente jours de la Révolution piémontaise, en mars 1821, par un Savoyard, Publication : A Lyon, chez Rusand, libraire, imprimeur du roi. In-8°, 59 p.